# Ziusudra
Ziusudra var i sumerisk mytologi den som räddade mänskligheten genom att överleva den stora översvämningen. Han var enligt vissa versioner av den sumeriska kungalistan den siste kungen av Shuruppak före översvämningen. Enligt andra versioner var det hans far Ubar-Tutu som var den sista kungen. Jämför Utnapishtim, Atrahasiseposet, Manu, Deukalion och Noa.